# Погорелки (Тверская область)
Погоре́лки — деревня в Ржевском районе Тверской области. Входит в сельское поселение Чертолино.

## География
Находится в 27 километрах к северо-западу от города Ржева, на автодороге «Ржев — Сухуша» (часть бывшего Торопецкого тракта). К западу от деревни — посёлок Ильченко, который до 1969 года назывался Новые Погорелки.

## История
Во второй половине XIX — начале XX века деревня Погорелки относилась к Жуковской волости Ржевского уезда Тверской губернии. По данным 1912 года в деревне 23 двора, 163 жителя.
В 1940 году Погорелки в составе Лыщевского сельсовета Молодотудского района Калининской области. Во время Великой Отечественной войны в окрестностях деревни велись боевые действия на протяжении всего 1942 года. В центре деревни братская могила воинов Красной Армии.
После войны рядом с деревней построен посёлок Новые Погорелки (сейчас Ильченко), центр совхоза «Тудовский».
В 1997 году Погорелки в составе Ильченковского сельского округа, 32 хозяйства, 65 жителей.
Население по переписи 2002 года — 71 человек, 33 мужчины, 38 женщин.
Вокруг Погорелок исчезли деревни Глядово, Насоново, Ванеево, Лыщево, Черново, Глядово, Фролово.

## Население
| 2002 | 2008 | 2010 |
| ---- | ---- | ---- |
| 156  | ↘66  | ↘54  |

## Воинское захоронение
Братская могила находится в центре деревни. Дата создания захоронения — 1954 год.
По данным администрации Ржевского района на 2014 год, в братской могиле в деревне Погорелки 8332 захороненных, из них имена установлены у 7501.